# Wassenaar-Abkommen

Teilnehmerländer des Wassenaar-Abkommens (WA). Stand 2017.

Das (englisch The Wassenaar Arrangement on Export Controls for Conventional Arms and Dual-Use Goods and Technologies ‚Wassenaar-Abkommen für Exportkontrollen von konventionellen Waffen und doppelverwendungsfähigen Gütern und Technologien‘) ist eine internationale, nicht bindende Vereinbarung und Nachfolger des Exportkontrollregimes Coordinating Committee on Multilateral Export Controls (COCOM oder CoCom).

## Geschichte
Das Wassenaar-Abkommen (WA) wurde am 19. Dezember 1995 in Wassenaar (Niederlande) ausgearbeitet und am 12. Mai 1996 in Wien (Österreich) von 33 Gründungsmitgliedern unterzeichnet. Es dient der Exportkontrolle sogenannter Doppelnutzung- oder Dual-Use-Güter. Ähnlich wie bei COCOM werden Listen über rüstungsrelevante Güter gepflegt. Die Staaten entscheiden eigenständig über die Bewilligung oder Ablehnung von Lieferanfragen aus Drittstaaten, informieren aber über das Büro in Wien die anderen Mitgliedstaaten. Dadurch soll verhindert werden, dass abgelehnte Anfragen von anderen Mitgliedsstaaten positiv beschieden werden.
Mit der Verordnung (EG) Nr. 428/2009 (Dual Use) hat die Europäische Gemeinschaft am 5. Mai 2009 die Liste in ihre gemeinsame Handelspolitik aufgenommen. Sie bildet damit auch in Deutschland zusammen mit der Außenwirtschaftsverordnung die wirksame Grundlage der deutschen Exportkontrolle.

## Mitglieder des WA
40 Mitgliedsstaaten unterzeichneten das Abkommen: Argentinien, Australien, Belgien, Bulgarien, Dänemark, Deutschland, Estland, Finnland, Frankreich, Griechenland, Großbritannien und Nordirland, Irland, Italien, Japan, Kanada, Kroatien, Lettland, Litauen, Luxemburg, Malta, Neuseeland, Niederlande, Norwegen, Österreich, Polen, Portugal, Rumänien, Russland, Schweden, Schweiz, Slowakei, Slowenien, Spanien, Südafrika, Südkorea, Tschechische Republik, Türkei, Ukraine, Ungarn, USA.
Seit dem 25. Januar 2012 ist Mexiko der 41. Mitgliedstaat. Am 8. Dezember 2017 trat Indien als 42. Mitgliedstaat bei.

## Berücksichtigung informationstechnischer Dual-Use-Güter
Mit der Revision von 2013 regulierte das Abkommen erstmals auch Software als potentielle Rüstungstechnologie. In der seit März 2015 gültigen Fassung wird u. a. „Infiltrationssoftware“ (Intrusion Software, vgl. auch Intrusion Detection System) als Dual-Use-Gut aufgelistet und als Software definiert, welche speziell zur Umgehung von Überwachungswerkzeugen und Verteidigungseinrichtungen von Computern und Computernetzwerken entworfen wurde und bei eben solchen Systemen eine Ausschleusung von Daten oder deren Manipulation ermöglicht. Auch die Manipulation von Programmabläufen zur Verwundbarmachung gegenüber Befehlen von außen wird genannt.
Explizit nicht von dem Abkommen berührt wird öffentlich verfügbare Software (z. B. Open-Source-Projekte oder im Einzelhandel vertriebene Produkte) sowie kryptographische Software, deren primäre Funktion im Schutz von Informationen besteht.